# Krkonoše – svazek měst a obcí
Krkonoše – svazek měst a obcí je svazek obcí (dle § 49 zákona č.128/2000 Sb. o obcích) v okresu Jablonec nad Nisou, okresu Semily a okresu Trutnov, jeho sídlem je Vrchlabí a jeho cílem je koordinování celkového rozvoje území turistického regionu Krkonoše na základě společné strategie, koordinování územních plánů a územního plánování, společný postup při prosazování ekologické stability území, společná propagace a rozvoj cestovního ruchu. Sdružuje celkem 40 obcí a byl založen v roce 2000.

## Obce sdružené v mikroregionu
- Benecko
- Bukovina u Čisté
- Čermná
- Černý Důl
- Dolní Branná
- Dolní Dvůr
- Dolní Lánov
- Dolní Kalná
- Harrachov
- Horní Branná
- Horní Kalná
- Horní Maršov
- Hostinné
- Jablonec nad Jizerou
- Janské Lázně
- Jestřabí v Krkonoších
- Jilemnice
- Klášterská Lhota
- Kořenov
- Košťálov
- Kunčice nad Labem
- Lánov
- Malá Úpa
- Martinice v Krkonoších
- Mladé Buky
- Paseky nad Jizerou
- Pec pod Sněžkou
- Poniklá
- Prosečné
- Rokytnice nad Jizerou
- Roztoky u Jilemnice
- Rudník
- Strážné
- Studenec
- Svoboda nad Úpou
- Špindlerův Mlýn
- Vítkovice
- Vrchlabí
- Vysoké nad Jizerou
- Žacléř